# Super League 2006
La Super League de 2006 fue la 112.ª temporada del rugby league de Inglaterra y la undécima edición con la denominación de Super League, es el torneo de rugby league más importante de Inglaterra.

## Formato
Los equipos se enfrentaron en formato de todos contra todos, los primeros seis clasificados disputaron la postemporada, mientras que el último clasificado desciende a segunda división.
Se otorgaron 2 puntos por cada victoria, 1 por el empate y 0 por la derrota.

## Desarrollo

### Tabla de posiciones
| Pos. | Equipo              | Encuentros | Encuentros | Encuentros | Encuentros | Tantos | Tantos | Tantos | Puntos |
| Pos. | Equipo              | PJ         | PG         | PE         | PP         | F      | C      | Dif.   | Puntos |
| ---- | ------------------- | ---------- | ---------- | ---------- | ---------- | ------ | ------ | ------ | ------ |
| 1    | St Helens RFC       | 28         | 24         | 0          | 4          | 939    | 430    | +509   | 48     |
| 2    | Hull FC             | 28         | 20         | 0          | 8          | 720    | 578    | +142   | 40     |
| 3    | Leeds Rhinos        | 28         | 19         | 0          | 9          | 869    | 543    | +326   | 38     |
| 4    | Bradford Bulls      | 28         | 16         | 2          | 10         | 802    | 568    | +234   | 32     |
| 5    | Salford Red Devils  | 28         | 13         | 0          | 15         | 600    | 539    | +61    | 26     |
| 6    | Warrington Wolves   | 28         | 13         | 0          | 15         | 743    | 721    | +22    | 26     |
| 7    | Harlequins RL       | 28         | 11         | 1          | 16         | 556    | 823    | −267   | 23     |
| 8    | Wigan Warriors      | 28         | 12         | 0          | 16         | 644    | 715    | −71    | 22     |
| 9    | Huddersfield Giants | 28         | 11         | 0          | 17         | 609    | 753    | −144   | 22     |
| 10   | Wakefield Trinity   | 28         | 10         | 0          | 18         | 591    | 717    | −126   | 20     |
| 11   | Castleford Tigers   | 28         | 9          | 1          | 18         | 575    | 968    | −393   | 19     |
| 12   | Catalans Dragons    | 28         | 8          | 0          | 20         | 601    | 894    | −293   | 16     |

|  | Clasificados a postemporada.  |
|  | Desciende a Segunda división. |

### Postemporada

#### Fase Preliminar
| 22 de septiembre | Leeds Rhinos | 17 - 18 | Warrington Wolves |  |  |

| 23 de septiembre | Bradford Bulls | 52 - 6 | Salford Red Devils |  |  |

#### Finales de eliminación
| 30 de septiembre | Bradford Bulls | 40 - 24 | Warrington Wolves |  |  |

#### Finales de clasificación
| 29 de septiembre | St Helens RFC | 12 - 8 | Hull FC |  |  |

#### Semifinal
| 6 de octubre | Hull FC | 19 - 12 | Bradford Bulls |  |  |

#### Final
| 14 de octubre | St Helens RFC | 26 - 4 | Hull FC | Old Trafford, Mánchester        |  |
|               |               |        |         | Asistencia: 72.575 espectadores |  |

| Bandera de Inglaterra |
| Campeón St Helens RFC |
| Décimo segundo título |